# Alpino
Alpino é um chocolate da Nestlé produzido no Brasil em 1959 apenas com a versão bombom. Em 2005, a empresa lançou Suflair Alpino, uma combinação das duas marcas de chocolate e também, o tablete grande. Entre 2006 e 2007, foi lançado o ovo de Páscoa de uma e três camadas, o bombom-tablete de 35g, o Alpino Diet e o picolé. Atualmente, existe outras versões, entre elas, caixa de bombom, panetone, sorvete, bolo de Páscoa, cappuccino e a bebida.

## Etimologia
A Nestlé S.A., empresa que criou o chocolate Alpino, diz que ele tem sabor dos Alpes Suiços, um clima da Suíça (país sede da Nestlé). Esta razão deu, também ao doce a cor metálica dourada.